# Морга
Морга е част от отделенията по патоанатомия в медицинските заведения, където при ниска температура се съхраняват телата на починали или загинали при различни обстоятелства хора. В моргата се извършват и аутопсии на телата.
Състои се от няколко основни помещения: трупохранилище с хладилни камери, дисекционни зали, зала за подготовка на труповете за погребение, стая за получаване на труповете.
Устройството и хигиената на моргите се подчиняват на строги санитарни изисквания.